# Великое ограбление поезда
8 августа 1963 года произошло ограбление почтового поезда, ставшее известным как Великое ограбление поезда (англ. The Great Train Robbery). Преступление было совершено на железнодорожном мосту Брайдегоу (англ. Bridego Railway Bridge) в графстве Букингемшир, Англия.
После вмешательства в сигнальную систему железнодорожной линии банда в составе 15 человек во главе с Брюсом Рейнольдсом напала на поезд почтовой службы и похитила из него 120 мешков с денежными купюрами на сумму 2 631 643,10 фунта стерлингов (что на 2014 год было эквивалентно сумме в 46 миллионов фунтов). Большая часть похищенного так и не была найдена.

## Ограбление

### План
Мозговым центром в банде налётчиков был 31-летний владелец антикварного магазина Брюс Рейнольдс. До этого он около десяти раз привлекался к ответственности за различные преступления. По заведенному порядку, ветхие купюры из Шотландии отправлялись для уничтожения в Лондон, где в Английском банке их переписывали и сжигали. Поэтому раз в месяц к поезду Глазго — Лондон прицепляли ещё один почтовый вагон, в котором находились мешки с банкнотами от одного до пяти фунтов. Эти купюры были уже выведены из обращения, но ещё не переписаны, и их без труда можно было пустить в повторный оборот. Обо всех этих деталях Брюс Рейнольдс узнал, будучи в тюрьме. Долгое время Рейнольдс вынашивал идею похитить ветхие деньги и формировал подходящую для такого дела команду. Его ближайшим помощником стал давний приятель Дуглас Гуди (англ. Douglas Goody). В общей сложности Рейнольдс собрал для налёта 15 человек.

### Ход ограбления

Карта места действия

7 августа 1963 года около 18:50 почтовый поезд с дополнительным вагоном с деньгами и ценностями выехал из терминала Глазго-Сентрал в направлении Лондона. В составе поезда было 12 вагонов и находилось 72 сотрудника почты, сортировавших отправления по ходу движения.
План ограбления начал приводиться в исполнение 8 августа 1963 года в 03:03. Чарльз Уилсон (англ. C. F. Wilson) готов был по сигналу Рейнольдса закрыть чёрным мешком зелёный свет светофора и ручным фонарём дать красный. К северу от сигнальной башни участник банды Джон Дэли (англ. John Daly) с помощью такого же фонаря должен был просигнализировать предупредительным жёлтым. Водитель Рой Джеймс (англ. R. James) сидел на расстоянии мили от места нападения в кабине грузовика. В Глазго один из людей Рейнольдса наблюдал за отправкой почтового поезда и, когда тот тронулся в путь, тут же доложил по телефону, что в вагоне с надписью Royal Mail и номером М30204М находятся 128 мешков с купюрами.
Все грабители переоделись в комбинезоны железнодорожных рабочих и встали на заранее распределённые позиции. Поезд из Глазго с прицепленным к нему почтовым вагоном появился перед железнодорожным светофором по расписанию в 03:25. Налётчики закрыли зелёный фонарь и включили заранее приготовленные лампочки на жёлтом и красном сигналах. Поезд начал торможение, помощник машиниста спрыгнул с тепловоза и отправился к линейному телефону выяснить, что случилось. Однако провода телефонной связи были заранее перерезаны злоумышленниками. Они напали сначала на помощника, а потом обезвредили машиниста Джека Миллза (англ. Jack Mills), ударив его обухом топора по голове.
Рейнольдс планировал, что после захвата тепловоза его поведёт сообщник, для чего специально в банду был привлечён бывший железнодорожник. Но сообщник так разнервничался, что пришлось поднимать с пола окровавленного Миллза и заставлять его отгонять тепловоз и два отсоединённых от основного состава вагона до моста Брайдегоу-Бридж, где ждали остальные грабители. Инкассаторы, находившиеся в вагоне с деньгами, не заметили нападения на машинистов, а также забыли закрыть дверь в свой вагон на задвижку. Налётчики связали их и завладели 120 мешками денег (не взяв 8), в которых находилось более двух миллионов фунтов стерлингов. Грузовик Austin Loadstar уже ждал поезд. За несколько минут грабители перегрузили мешки с деньгами в кузов машины и скрылись с места преступления на двух Лэндроверах с фальшивыми номерами. Вскоре грабители были на ферме Лезерслейд, которую незадолго до дня ограбления Рейнольдс арендовал и превратил в штаб-квартиру.
Грабители предварительно перерезали все телефонные провода в ближайших окрестностях, и первые сообщения в полицию о произошедшем поступили лишь в 04:20.

## Расследование
По плану, на ферме бандитам предстояло провести несколько недель после ограбления под видом сельскохозяйственных рабочих. В течение ближайших дней основная часть грабителей оставалась на ферме, однако им пришлось преждевременно покинуть её, когда по радио они узнали, что полиция ведёт тотальные поиски в радиусе 30 миль (50 километров) от места ограбления и в любой момент может напасть на след их пребывания.
Уже после ухода грабителей ферма всё-таки попала в поле зрения полицейских, где были обнаружены следы недавнего присутствия людей.
После этого был произведён осмотр с привлечением экспертов. В ящике стола сыщиками была найдена потёртая настольная игра, а на ней — отпечатки пальцев, которые все до единого были пригодны к идентификации и опять же все до единого присутствовали в дактилоскопической картотеке. Так полицейским стали известны все имена.
На поимку преступников, совершивших рекордное ограбление, были брошены большие силы полиции. Расследованию содействовали тысячи граждан, в том числе польстившиеся обещанной за поимку преступников наградой в 10 тысяч фунтов. При таком раскладе уйти от ответственности у банды Рейнольдса шансов не было. К январю 1964 года были арестованы почти все. На свободе оставались только Рейнольдс, Эдвардс и Уайт.

## Суд и приговоры
Суд над грабителями начался в Эйлсбери, графство Бакингемшир, 20 января 1964 года. Процесс длился 51 день, было рассмотрено 613 вещественных доказательств и опрошено 240 свидетелей.
15 апреля 1964 года процесс завершился, при этом судья описал ограбление как «корыстное насильственное преступление, вдохновлённое огромной жадностью». Из одиннадцати грабителей, представших перед судом, семи были вынесены приговоры со сроком 30 лет лишения свободы; остальные четверо получили меньшие сроки — от 3 до 24 лет.

## Побеги членов банды
12 августа 1964 года один из осуждённых членов банды Уилсон (С. Wilson) бежал из тюрьмы Winson Green при содействии команды из трёх человек, ворвавшихся в тюрьму, чтобы вытащить его. С ноября 1965 года Уилсон был в Мехико в гостях у старых друзей Брюса Рейнольдса и Бастера Эдвардса, которые скрылись там от правосудия. Побег Уилсона стал ещё одним драматическим поворотом в ограблении поезда.
Через 11 месяцев после того, как Уилсон совершил побег, в июле 1965 года, другой участник ограбления Ронни Биггс бежал из тюрьмы Wandsworth через 15 месяцев после приговора.
Побег был спланирован недавно освобождённым заключённым П. Сибурном (P. Seaborne) с помощью двух других бывших осуждённых, Р. Лесли (R. Leslie) и Р. Блэка (R. Black), при поддержке жены Биггса, Чармиан (Charmian).
Побег Уилсона и Биггса означал, что пять грабителей были теперь в бегах.

## Дальнейшая судьба грабителей
Брюс Рейнольдс
Брюс Рейнольдс, руководитель налётчиков и последний из грабителей, которого поймали, был освобождён из тюрьмы 6 июня 1978 года после отбытия 10 лет. В 1983 году Рейнольдс был арестован за преступления, связанные с наркотиками (он отрицал какую-либо причастность), был выпущен в марте 1985 года и посвятил себя заботам о своей жене, пережившей психическое расстройство.
В 2001 году он и его сын Николай отправились в Бразилию вместе с журналистами газеты The Sun, чтобы принять участие в возвращении Ронни Биггса (своего сообщника по ограблению) обратно в Британию. В 2010 году он написал послесловие к роману Роберта Райана (Robert Ryan) «Красный сигнал» (Signal Red), описывающего ограбление поезда. Рейнольдс умер во сне, в возрасте 81 года, 28 февраля 2013 года.
Ронни Биггс
Ронни Биггс (Ronald Arthur Biggs) — наиболее известный из участников ограбления (при этом будучи рядовым членом банды) получил 30-летний срок, отбыл 15 месяцев, прежде чем сбежать. Он бежал в Париж, где приобрёл новые документы, удостоверяющие личность, и подвергся пластической хирургии. В 1970 году он переехал в Аделаиду (Австралия), где работал строителем. Когда там возник интерес к нему со стороны Интерпола, он переехал в Мельбурн, где работал наборщиком, а позже бежал в Рио-де-Жанейро, Бразилия, после того, как полиция Мельбурна узнала его адрес.
Биггс не мог быть экстрадирован, так как между Великобританией и Бразилией не было договора о выдаче, и, кроме того, он стал отцом бразильского сына, который предоставил ему правовой иммунитет. Как результат, он жил открыто в Рио в течение многих лет, в безопасности от британских властей.
В мае 2001 года, в возрасте 71 года, Биггс добровольно вернулся в Англию. Допуская, что может быть арестован, он заявил, что хотел бы «сходить в паб в Маргите и, как истинный англичанин, выпить пинту биттера». Будучи арестованным, после задержания и короткого заседания суда он был отправлен обратно в тюрьму на оставшийся срок его приговора. 2 июля 2009 года Биггсу было отказано в условно-досрочном освобождении, однако 6 августа 2009 года он был освобождён от отбывания наказания в связи с тяжёлой формой пневмонии и другими текущими проблемами со здоровьем. Биггс умер в Лондоне 18 декабря 2013 года.

## Отражение в культуре
- Ограбление поезда упоминается во французской комедии «Супермозг» (1969).
- В 1988 году вышел фильм «Бастер» о великом ограблении поезда с музыкантом Филом Коллинзом в главной роли.
- В 2013 году вышел двухсерийный фильм «Великое ограбление поезда» (The Great Train Robbery) на основе романа Роберта Райана «Signal Red».